# تشارلز براون (لاعب هوكي الجليد)
تشارلز براون (بالإنجليزية: Charles Brown)‏ هو لاعب هوكي الجليد أمريكي، ولد في 26 أكتوبر 1947 في منيابولس في الولايات المتحدة.

## وصلات خارجية
- تشارلز براون على موقع EliteProspects.com (الإنجليزية)
- تشارلز براون على موقع أوليمبيديا (الإنجليزية)